# Ben Johnson (atlet)
Benjamin Sinclair »Ben« Johnson, kanadski atlet, * 30. december 1961, Falmouth, Jamajka.
Johnson je prvič nastopil na poletnih olimpijskih igrah leta 1984 v Los Angelesu, kjer je osvojil bronasti medalji v šprintu na 100 metrov in v štafeti 4x100 metrov. Na Svetovnem dvoranskem prvenstvu 1985 v Pariz je zmagal v šprintu na 60 metrov. Na Svetovnem prvenstvu 1987 v Rimu je z novim svetovnim rekordom 9,83 sekunde osvojil naslov svetovnega prvaka v šprintu na 100 metrov, na Olimpijskih igrah 1988 v Seulu pa je osvojil naslov olimpijskega prvaka v šprintu na 100 metrov s časom 9,79 sekunde. Po olimpijski zmagi je bil pozitiven ob dopinški kontroli na stanozolol. Priznal je uživanje steroidov med letoma 1981 in 1988, zato mu je Mednarodna atletska zveza odvzela naslova svetovnega in olimpijskega prvaka ter tudi oba svetovna rekorda. Leta 1991 se je po izteku kazni poskušal vrniti in tudi nastopil na Olimpijskih igrah 1992 v Barceloni, toda sledeče leto je na tekmi v Montrealu dopinška kontrola pokazala prekoračen nivo testosterona v njegovem telesu, zaradi česar ga je Mednarodna atletska zveza 5. marca 1993 kaznovala z dosmrtno  prepovedjo nastopov na atletskih tekmovanjih.